# Michel Bréal

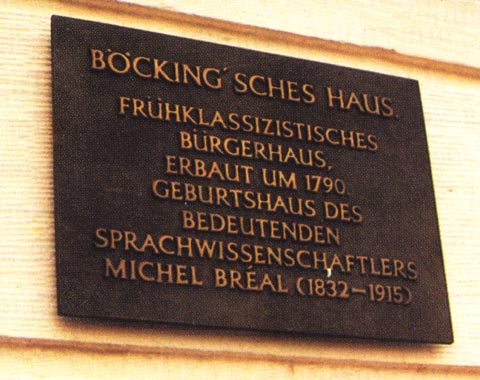
Tablica pamiątkowa na domu, w którym urodził się Michel Bréal

Michel Jules Alfred Bréal (ur. 26 marca 1832 w Landau in der Pfalz, zm. 25 listopada 1915 w Paryżu) – lingwista francuski, twórca semantyki.

## Życiorys
Studiował w Weißenburg im Elsass, Metzu a także w Paryżu i w Ulmie. W 1857, studiował sanskryt w Berlinie razem z Franzem Boppem, którego pracę Gramatyka porównawcza języków indoeuropejskich później przetłumaczył. Zostaje profesorem gramatyki porównawczej w kilku uczelniach francuskich, do jego studentów należy Antoine Meillet. 
Michel Bréal jest przede wszystkim znany jako twórca semantyki, której nazwę zaproponował w dziele Essai de sémantique opublikowanym w 1897. Poza pracami lingwistycznymi, pozostawił także kilka dzieł o mitologii. 
Był także wynalazcą maratonu współczesnego. To właśnie on w 1894 zasugerował baronowi Pierre de Coubertin wprowadzenie tej dyscypliny na Igrzyskach Olimpijskich w 1896.

## Najważniejsze dzieła
- L'Étude des origines de la religion Zoroastrienne (1862)
- Hercule et Cacus (1863)
- Le Mythe d'Œdipe (1864)
- Les Tables Eugubines (1875)
- Mélanges de mythologie et de linguistique (2{{}} éd., 1882)
- Leçons de mots (1882, 1886)
- Dictionnaire étymologique latin (1885)
- Grammaire latine (1890)
- Essai de sémantique (1897)
- Pour mieux connaître Homère (1906)